# Соколовское сельское поселение (Зуевский район)
Соколовское сельское поселение — муниципальное образование в составе Зуевского района Кировской области России. 
Центр — посёлок Соколовка.

## История
В 1926 году в составе Косинской волости Слободского уезда был организован Косинский сельсовет с центром в селе Коса. В 1978 году Косинский сельский Совет переименован в Соколовский сельский Совет с центром в посёлке Соколовка. В 1992 году к Соколовскому сельсовету присоединен Старковский сельский Совет. В 1997 году администрация Соколовского сельсовета преобразована в администрацию Соколовского сельского округа (образован Соколовский сельский округ). 
1 января 2006 года в соответствии с Законом Кировской области от 07.12.2004 № 284-ЗО образовано Соколовское сельское поселение, в него вошла территория бывшего Соколовского сельского округа.
28 апреля 2012 года в соответствии с Законом Кировской области № 141-ЗО в состав поселения включены населённые пункты упразднённого Пасынковского сельского поселения.

## Население
| 2010  | 2012  | 2013  | 2014  | 2015  | 2016  | 2017  |
| ----- | ----- | ----- | ----- | ----- | ----- | ----- |
| 1542  | ↘1497 | ↗1641 | ↘1547 | ↘1522 | ↘1502 | ↘1448 |
| 2018  | 2019  | 2020  | 2021  |       |       |       |
| ↘1414 | ↘1373 | ↘1339 | ↘1211 |       |       |       |

## Состав сельского поселения
В состав поселения входят 11 населённых пунктов.
| №  | Населённый пункт | Тип населённого пункта          | Население |
| -- | ---------------- | ------------------------------- | --------- |
| 1  | Блиновская       | деревня                         | 0         |
| 2  | Большие Пасынки  | деревня                         | ↘206      |
| 3  | Бурдята          | деревня                         | 10        |
| 4  | Кончана          | деревня                         | 15        |
| 5  | Коса             | село                            | ↘340      |
| 6  | Крупинцы         | деревня                         | 2         |
| 7  | Кузнецы          | деревня                         | 10        |
| 8  | Мелехи           | деревня                         | 8         |
| 9  | Салтыки          | деревня                         | 5         |
| 10 | Соколовка        | посёлок, административный центр | ↘981      |
| 11 | Старки           | деревня                         | ↘194      |